# オレ・セルネス
オレ・セルナエス（Ole Selnæs、1994年7月7日 - ）はノルウェーのサッカー選手。FCチューリッヒ所属。ポジションはMF。

## 経歴
2009年に、高いゲームメーク能力と左足での高精度キックを買われローゼンボリBKに入団する。トップチームに昇格した2012シーズンの前半戦は主力として出場するも、後半戦は怪我のためにポジションを失った。
2016年1月31日、ASサンテティエンヌに完全移籍。
2019年2月9日、深圳市足球倶楽部に完全移籍。
2022年6月24日、FCチューリッヒに1年契約で移籍。

### 代表歴
年代別のノルウェー代表に召集され、2015年にはA代表に初召集されている。2016年10月8日の2018 FIFAワールドカップ・ヨーロッパ予選のアゼルバイジャン戦後、ドレッシングルームで審判に罵声を浴びせたとして、11ヶ月の代表戦出場停止と罰金5000ユーロを言い渡された。

## 私生活
- ドラマホテル・カエサルの大ファンであり、2012年3月のインタビューではソープオペラが好きだとも話している[6]。